# Chefferie supérieure du canton Bell
La Chefferie supérieure du canton Bell est une institution traditionnelle au Cameroun située dans l'arrondissement de Douala I dont le quartier Bali fait office de chef-lieu. Fondé en 1792 par le Prince Bélè ba Doo après le décès de son défunt père, Doo la Makongo dit King joss le dernier roi aides régner sur tous les Doualas depuis sa capitale Bonanjo de 1756 à 1792. 

## Géographie
La chefferie supérieure du canton Bell est située dans l'arrondissement Douala I, dans le département Wouri de la région du Littoral. Ce groupement est classé au 1er degré par l'Arrêté n°019/CAB/PM du 07 février 1981 déterminant les groupements traditionnelles de 1er degré au Cameroun.

## Histoire
A l'origine, le peuple Duala ne possède qu'un seul roi nommé Dooh La Makongo. Avec le temps, le royaume s'est subdivisé en six grandes chefferies de cantons parmi lesquelles, la chefferie supérieure du Canton canton bell.

## Souverains successifs
Depuis 1792, la chefferie est dirigée de génération en génération. Aujourd'hui, Jean-Yves Dieudonné Gaston Eboumbou Douala Manga est l'actuel roi du canton Bell qui a succédé à son père le Prince René Douala Manga Bell depuis 2012.
| N° | Période   | Nom et prénoms                                   | Obs    |
| 13 | 2012-     | Jean-Yves Dieudonné Gaston EBOUMBOU DOUALA MANGA |        |
| 12 | 1966-2012 | René DOUALA MANGA BELL                           |        |
|    | 1962-1966 | Vacant                                           |        |
| 11 | 1952-1962 | Alexandre DOUALA MANGA BELL                      |        |
| 10 | 1932-1952 | Théodore LOBE NDOUMBE BELL                       | Régent |
| 9  | 1926-1932 | Richard DINA MANGA BELL                          | Régent |
| 8  | 1916-1926 | Henri LOBE MANGA BELL                            | Régent |
| 7  | 1914-1916 | Vacant                                           |        |
| 6  | 1910-1914 | Rudolf DOUALA MANGA BELL                         |        |
| 5  | 1908-1910 | Vacant                                           |        |
| 4  | 1897-1908 | Auguste MANGA NDUMBE                             |        |
| 3  | 1858-1897 | NDUMBE LOBE BELL                                 |        |
| 2  | 1812-1858 | LOBE BEBE                                        |        |
| 1  | 1792-1812 | BEBE BELLE                                       |        |

## Population
Le canton Bell est l’un des six cantons du 1er arrondissement de la ville de Douala. Il est classé dans la nomenclature administrative des chefferies traditionnelles de premier degré et compte environ 600 000 personnes cosmopolites. Ce canton est constitué des villages Bonapriso, Bonanjo, Bali, bonadoumbe, bonabele.